# Zamek w Nagórzance
Zamek w Nagórzance (w literaturze także jako: zamek w Jagielnicy) – zamek wybudowany pod koniec XV w. jako drewniany, znajduje się na wzniesieniu w małej miejscowości Nagórzanka obok Jagielnicy.

## Historia
Warownia została przebudowana na murowaną na przełomie XVI/XVII w. przez Stanisława Lanckorońskiego, wojewodę ruskiego i hetmana wielkiego koronnego. W 1648 r. zamek oparł się najazdowi kozackiemu, ale już w 1655 r. na skutek zdrady został zdobyty po kilku dniach oblężenia. W 1672 r. w wyniku utraty przez Polskę wschodnich ziem na rzecz imperium osmańskiego po kapitulacji polskiej twierdzy w Kamieńcu Podolskim był miejscem ewakuacji załogi twierdzy i następnie został oddany Turkom przez jej właściciela Hieronima Lanckorońskiego, po czym stał się siedzibą Ibrahima Szejtana. Zamek odbity został przez chorążego Sieniawskiego we wrześniu 1673 roku, a w styczniu 1674 roku z niego wyruszył Hieronim Lanckoroński przeciwko Turkom pod dowództwem wojewody Jana Potockiego. Ponownie opanowali go Turcy w 1680 roku, ale w 1683 roku na stałe opanowali go Polacy dzięki kampanii podolskiej hetmana Andrzeja Potockiego. Oficjalnie zamek wrócił do Polski w 1699 r. na mocy pokoju w Karłowicach i po odbudowie ze zniszczeń wojennych został ponownie rezydencją Lanckorońskich. 
W 1817 roku Antoni Lanckoroński sprzedał zamek rządowi austriackiemu, który urządził w nim dużą fabrykę tytoniu. Funkcjonowała ona z przerwami do lat 90. XX w. Od 2000 r. zamek stanowi własność prywatną. 

## Położenie, architektura
Zamek został zbudowany na wysokim i stromym, trudnym do zdobycia wzgórzu, a umiejętne jego ufortyfikowanie bastionowe zrobiło z niego warownię nie do zdobycia. W skład zamku wchodziły budynki mieszkalne i gospodarcze, od południa broniły go dwa bastiony, wjazd prowadził przez bramę poprzedzoną mostem nad głębokim rowem. Na bramie zamku zachował się kamienny herb Lanckorońskich.